# Guan dao

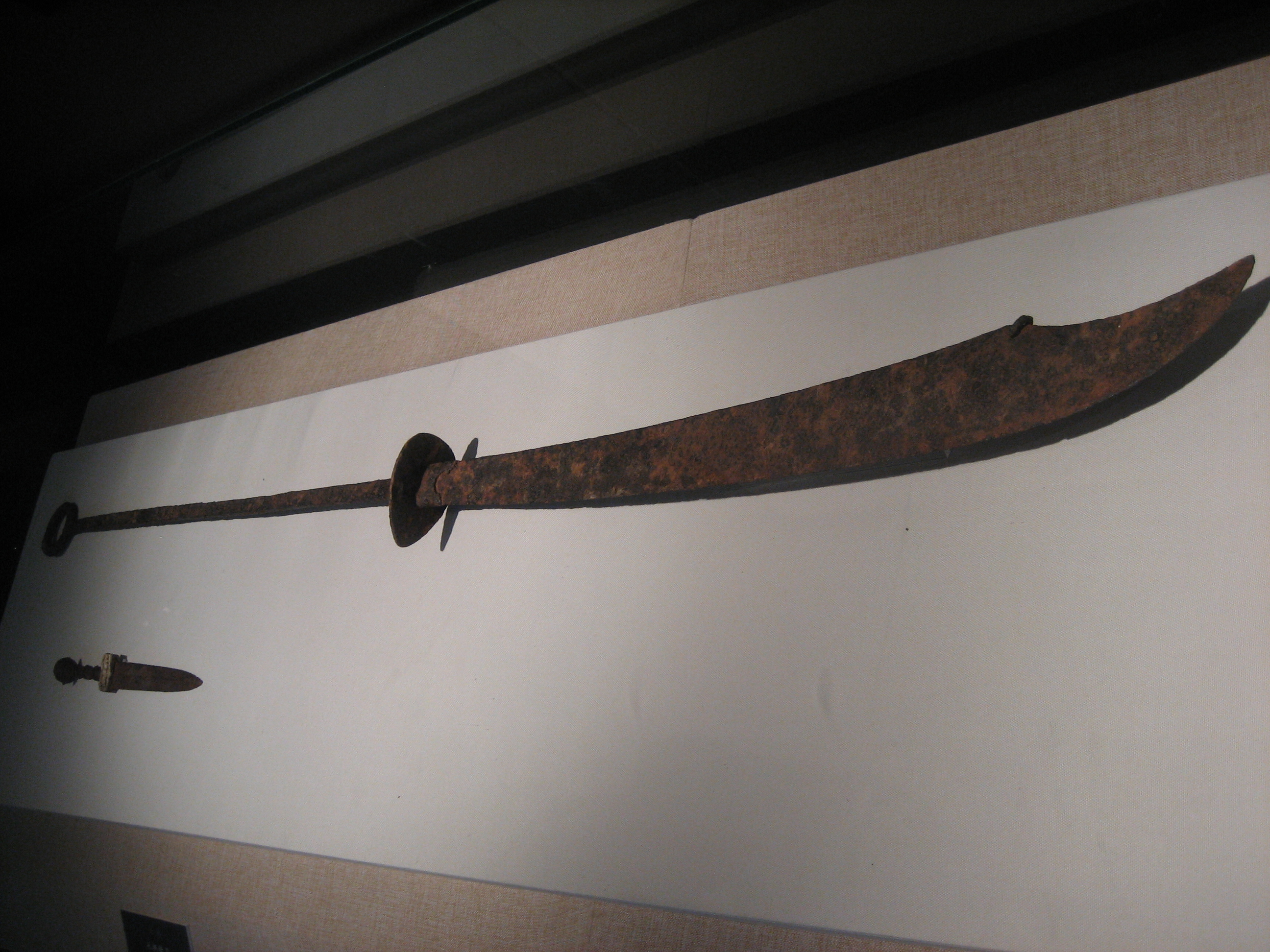
Guan dao w Muzeum Mongolii Wewnętrznej

Guan dao (chiń. upr. 关刀; chiń. trad. 關刀; pinyin guān dāo) – średniowieczna chińska glewia o długości ok. 2 m zakończona ostrzem zaczepno-siecznym, służyła przede wszystkim do walki pieszej, ale też z konia. Drzewce były często dodatkowo zaopatrzone w proporce lub pompony, zaś przeciwny koniec zakończony drugim, małym ostrzem kłującym.
Walka za pomocą guan dao wymaga wielkiej siły i koordynacji, przede wszystkim z racji wagi (2-10 kg do walki pieszej, do walki z konia nawet więcej). Żyjącą legendą i mistrzem w posługiwaniu się nią jest Chen Xiaowang.

## Galeria

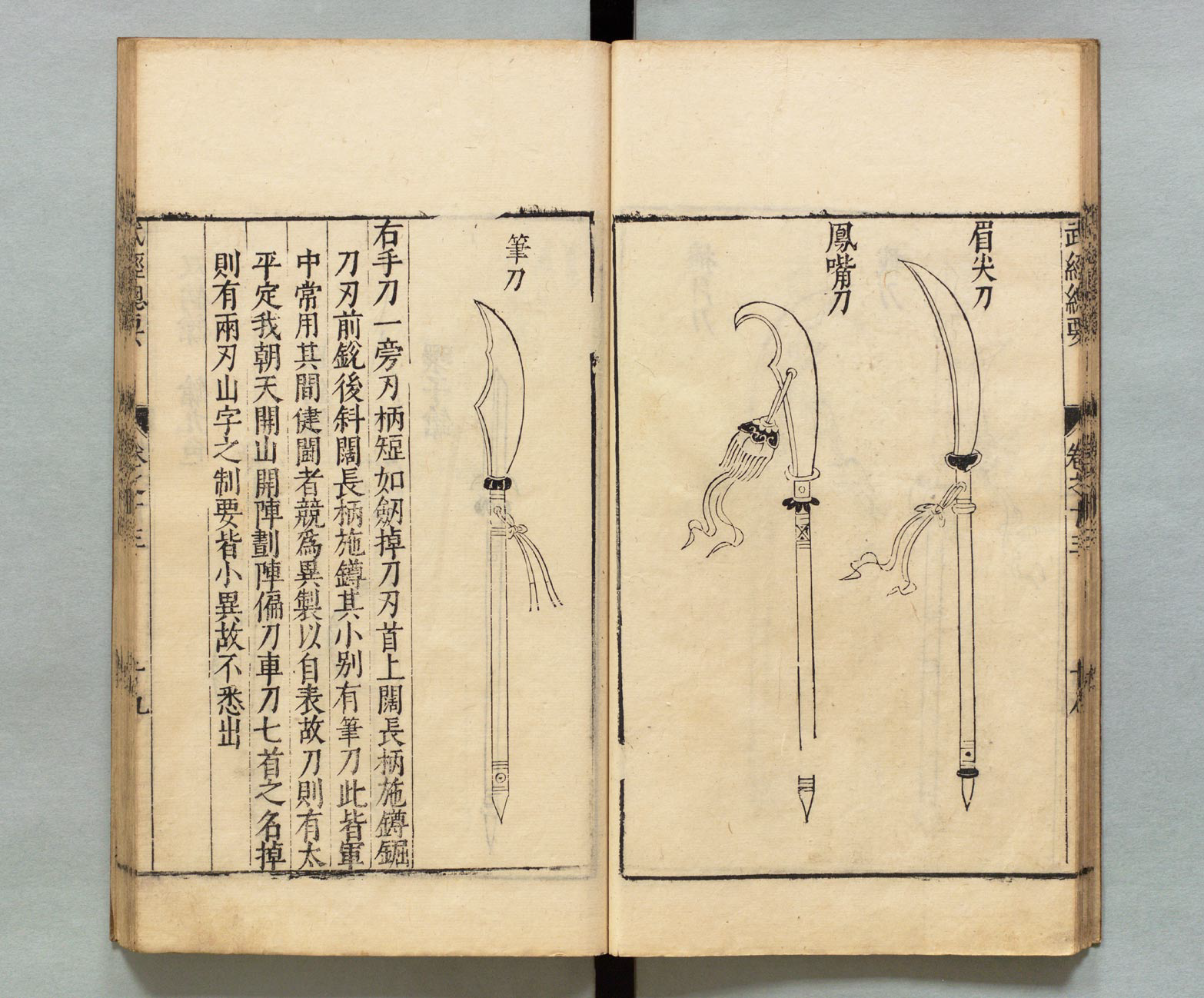
Guan dao przedstawione w ilustracji do XI-wiecznej chińskiej książki Wujing Zongyao(inne języki)
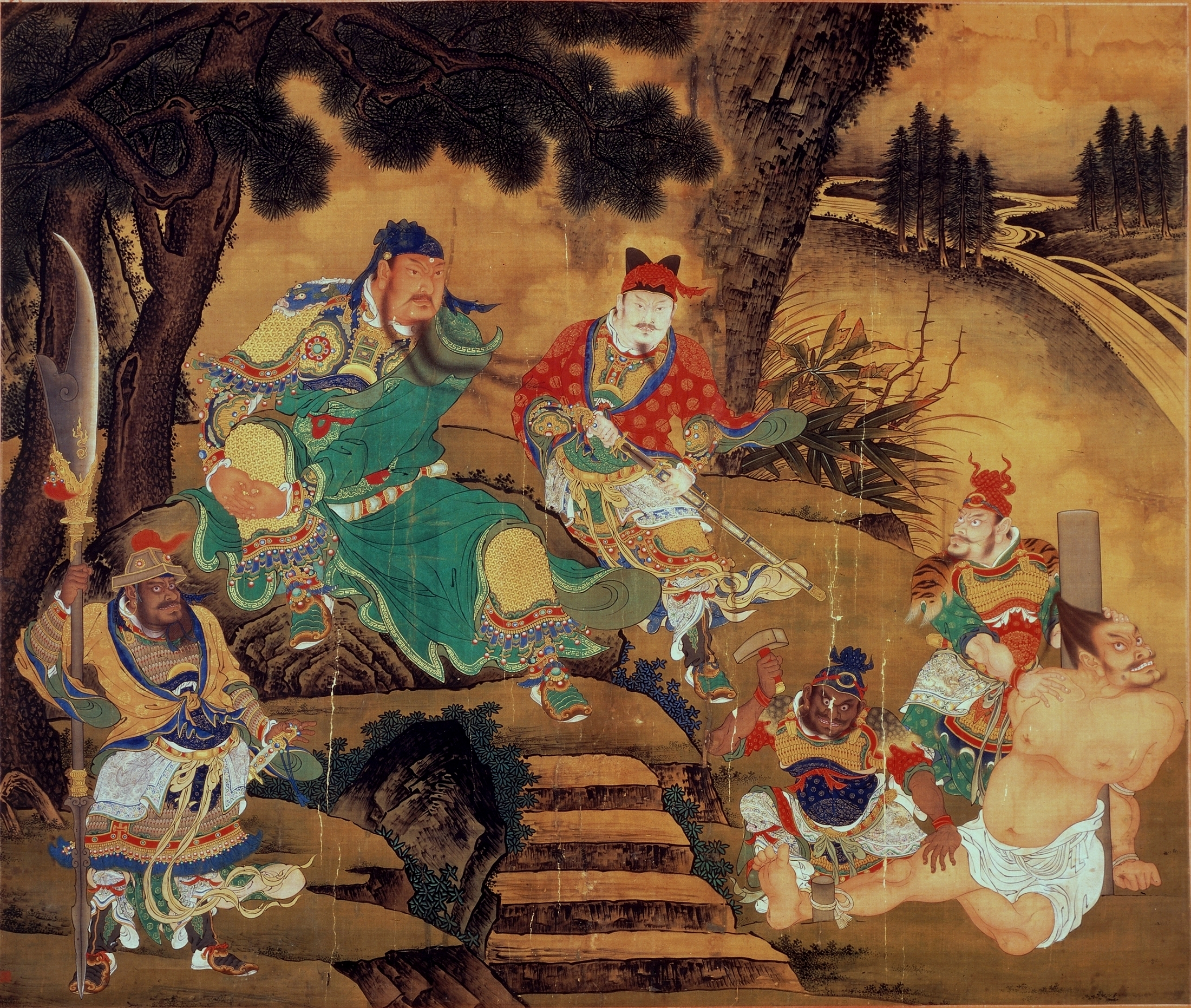
Guan dao widoczne na obrazie z ok. 1430 r.
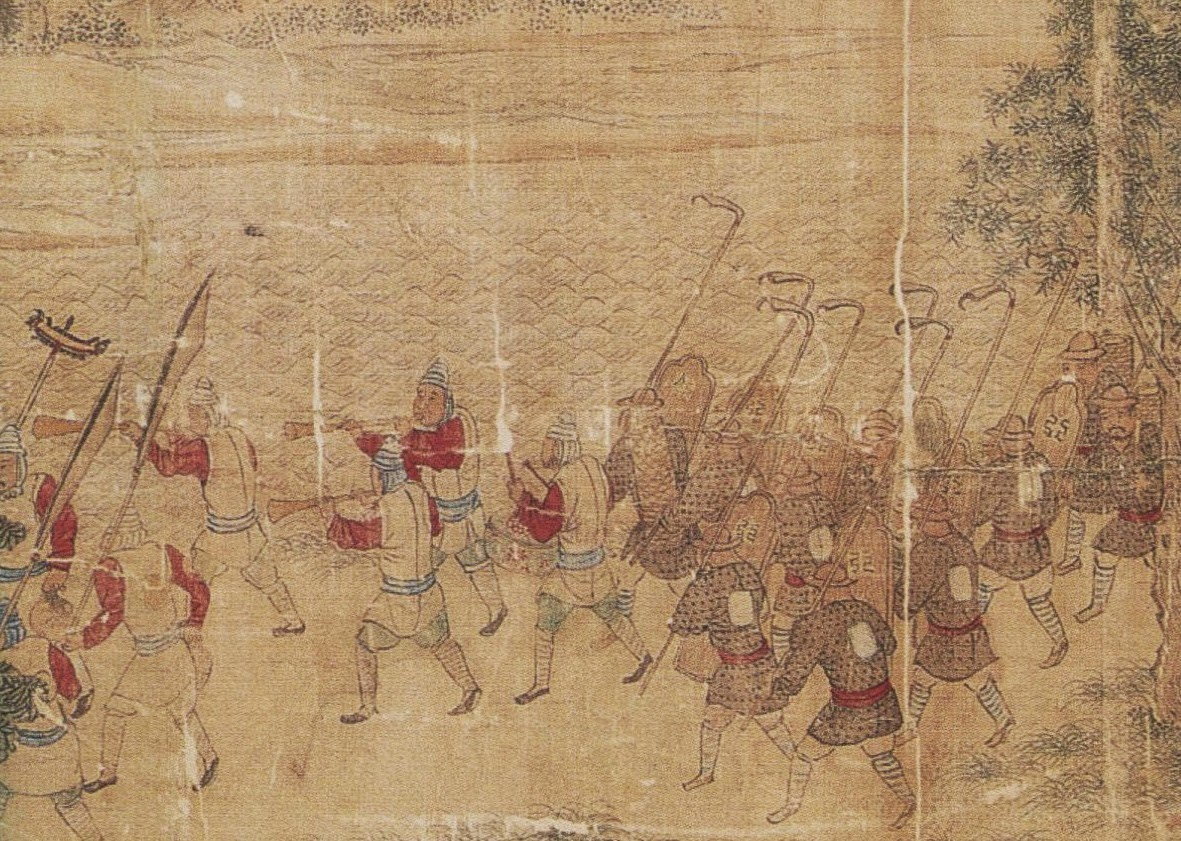
Wojownicy z czasów dynastii Ming uzbrojeni w guan dao
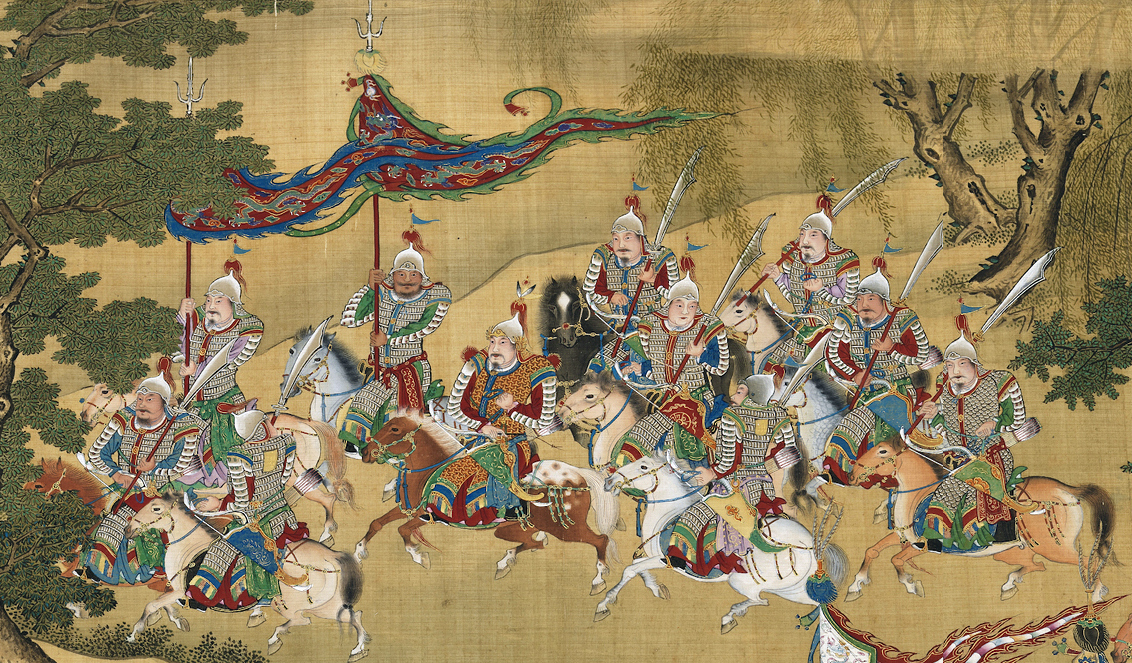
Kawalerzyści z czasów dynastii Ming uzbrojeni w guan dao